# آتش‌های مقدس زرتشتی

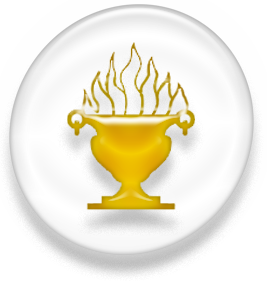
آتش، نماد دین زرتشتی

آتش‌های مقدس زرتشتی به چند نوع آتش گفته می‌شود که به مراسم آیینی یا داستان‌های اساطیری مربوط می‌شوند.

## پیشینه آتش در باورهای ایران باستان

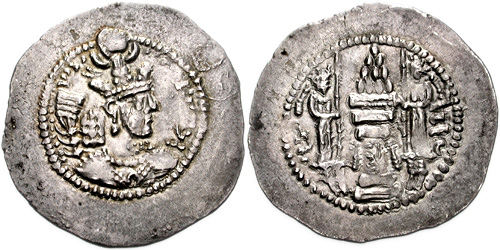
آتش بهرام در سکه یزدگرد ساسانی

آتش از دیرباز مورد پذیرش ایرانیان باستان و هندوها بوده‌است. هندوها آتش مقدس را آگنی می‌گفتند و برای آن قربانیانی تقدیم می‌داشتند. در ایران پیش از زرتشت افسانه‌هایی دربارهٔ آتش وجود داشت که برخی از آن‌ها در زامیاد یشت منعکس شده‌است؛ بنابراین یشت ستیزی میان آتر (ایزد نگاهبان آتش) و اژی دهاکه صورت میگیردو نیز جایی آمده که آتر دیوی که بدنبال بازداشتن باران است را با آتش صاعقه شکست می‌دهد. در میان هندوایرانیان باستان آتش نمادی از نوعی ذات مینوی بوده که مانند رشته‌ای آسمان و فضا و زمین را بهم متصل می‌کرده‌است. این نماد در آسمان به صورت خورشید در فضا به صورت تندر و در زمین از سایش دوچوب خشک ایجاد می‌شده‌است. اهمیت آتش در عقاید مردم ایران در دوران باستان در برخی آثار بدست آمده نیز بچشم می‌خورد. در یک سنگ نگاره کهن موسوم به دکان داوود که بنظر می‌رسد به دورهٔ مادها مربوط شود، یک ایرانی برابر آتش دیده می‌شود. شاهان هخامنشی نیز در برخی نگاره‌ها در حال احترام برابر آتش ترسیم شده‌اند. در زمان ساسانیان نیز آتشدان بر روی بیشتر سکه‌های آنان نقش می‌بسته‌است.

## آتش در دین زرتشتی
آتش در مزدیسنا از بهترین داده‌های اهورامزدا است و میانجی میان خالق و مخلوق محسوب می‌شود. نیایش‌های مردم گاهی آمده که توسط آتش به بارگاه اهورامزدا می‌رسد. (یسنا ۳۶. فقره۱، فروردین یشت۸۸) در یسنا آتش بارها بمثابه پسر اهورامزدا خوانده شده‌است. دین زرتشت قوانینی را برای آتش منظور کرده‌است. دمیدن بر آتش و آلوده ساختن آن شایسته نیست و حتی آذربان برابر آتش باید نقاب مخصوصی بر جلوی دهان و بینی خود می‌گذاشته که آن را پدام می‌گفتند. در اوستا بخش زامیادیشت نیز دربارهٔ آتش و ایزدی که نماد مینوی آن است، صحبت هایی شده است. در دوره‌های اسلامی زرتشتیان را گاهی آتش‌پرست نیز خوانده‌اند. استرابون در رساله جغرافیا در مورد اعتقادات مذهبی مردم ایران چنین می‌نویسد: «مغان پاسدار آتشی هستند که هرگز خاموش نمی‌شود و روزها در آتشکده برابر آتش نیایش می‌کنند.»
در باور زرتشتیان آذر به معنی آتش نماد اشا، راستی و پاکی اهورایی است. آتش تنها ماده‌ای است که آلودگی به خود نمی‌گیرد. در همه حال روبه‌بالا می‌رود. خود می‌سوزد و دیگران را گرما و نور می‌دهد. آتش یک آخشیج مینوی است که به سه آخشیج گیتوی دیگر، آب، هوا و خاک جان می‌بخشد. آتش آن‌چنان پاک و آسمانی است که آن را از گونه اندیشه و خرد می‌دانند و ارج می‌گذارند. آتش پاک و نور، نماد و شناسه دینی زرتشتیان است. هنگام نیایش بهدینان به‌سوی نور و روشنایی ایستاده و به پرستش اهورامزدای یکتا می‌پردازند. با نیایش آتش زندگی که در اوستا آن را با نیروی زیست همسو می‌دانیم، در گیتی به شناسایی و شناخت درست دست می‌یابیم. یک نکته مهم در اوستا آن است که هر انسان در هر زمانه و هر روز باید آتش زندگی را با خالص‌ترین عناصر روشن و فروزان نگاه دارند. چون آتش نشانه و نماد پاکی در روحانیت آدمی است، هرگاه می‌خواهند شعله‌ای بیفروزند باید از چوب خشک خوش‌بو که بی دود می‌سوزد استفاده کنند؛ یعنی هر روز آتش زندگی را با هوشیاری و نور پاک‌منشی روشن و استوار کنند. بدانیم که خواست جاودانگی زندگانی، رسیدن به نور و گوهر مزدا و یکی شدن با آن است.
در «یسنا، هات ۶۲» از آذر اهورایی با ویژگی‌هایی چون «برازنده نیایش»، «گشایش‌بخش» و «پناه‌بخش» یاد شده‌است و از او شادکامی، زندگی دراز، آسایش همگانی، کامروایی و روشنایی خواستار شده‌اند. پس اگر هریک از ما نور ایمان اهورایی را که از فراگیری علم و دانش و پایبندی به آن دست می‌آید، در خود افروخته داشته باشیم سرانجام آن آسایش آسان و فراوان، فرزانگی، افزونی، شیوایی زبان و هوشیاری روان و پس از آن خرد بزرگ، نیک و بی‌زیان و پس از آن دلیری، استواری، هوشیاری و بیداری، فرزندان برومند و کاردان، کشورداری و انجمن‌آرا، بالنده، نیک کردار، آزادی‌بخش و جوانمرد که خانه کشور را آباد می‌سازند خواهیم داشت که این همان ترجمه بخشی از یسنای ۶۲ (آتش نیایش) است.
بنابراین نور و روشنایی دارای اهمیت بسزایی است. در فرهنگ ایران، آتش یکی از پدیده‌های طبیعی ستودنی است چون گرمای زندگی را در کالبد دیگر پدیده‌های هستی جاری می‌سازد و با نور خود که نشانی از آذر اهورایی است جان‌ودل یاران اهورامزدا را روشنایی می‌بخشد تا اینکه اجدادمان در ایران باستان برای هریک از فروزه‌های اهورایی، امشاسپندان و ایزدانی قرار می‌دهند و جشن و شادی را برای هریک بنیاد می‌نهند. یکی از آن‌ها جشن‌های آتش است که دیرینگی آن به جشن‌های آریایی می‌رسد. آذر در اوستا «آتَر/ آتَرش» و در پهلوی «آتُر / آتَخش» و در فارسی امروز «آذر / آتش» است. آذر، ایزد نگاهبان آتش و فروزه اهورامزداست برای همین گاه او را در شمار امشاسپندان آورده‌اند. آفرینش آتش را که در همه وجود هستی جاری است به اردیبهشت پیوند می‌دهند. در کتاب پهلوی بندهش، در بخش آفرینش آمده‌است: «سه دیگر از مینویان اردیبهشت است. او از آفرینش چهانی، آتش را به خویش پذیرفت»

## آتش‌های اساطیری

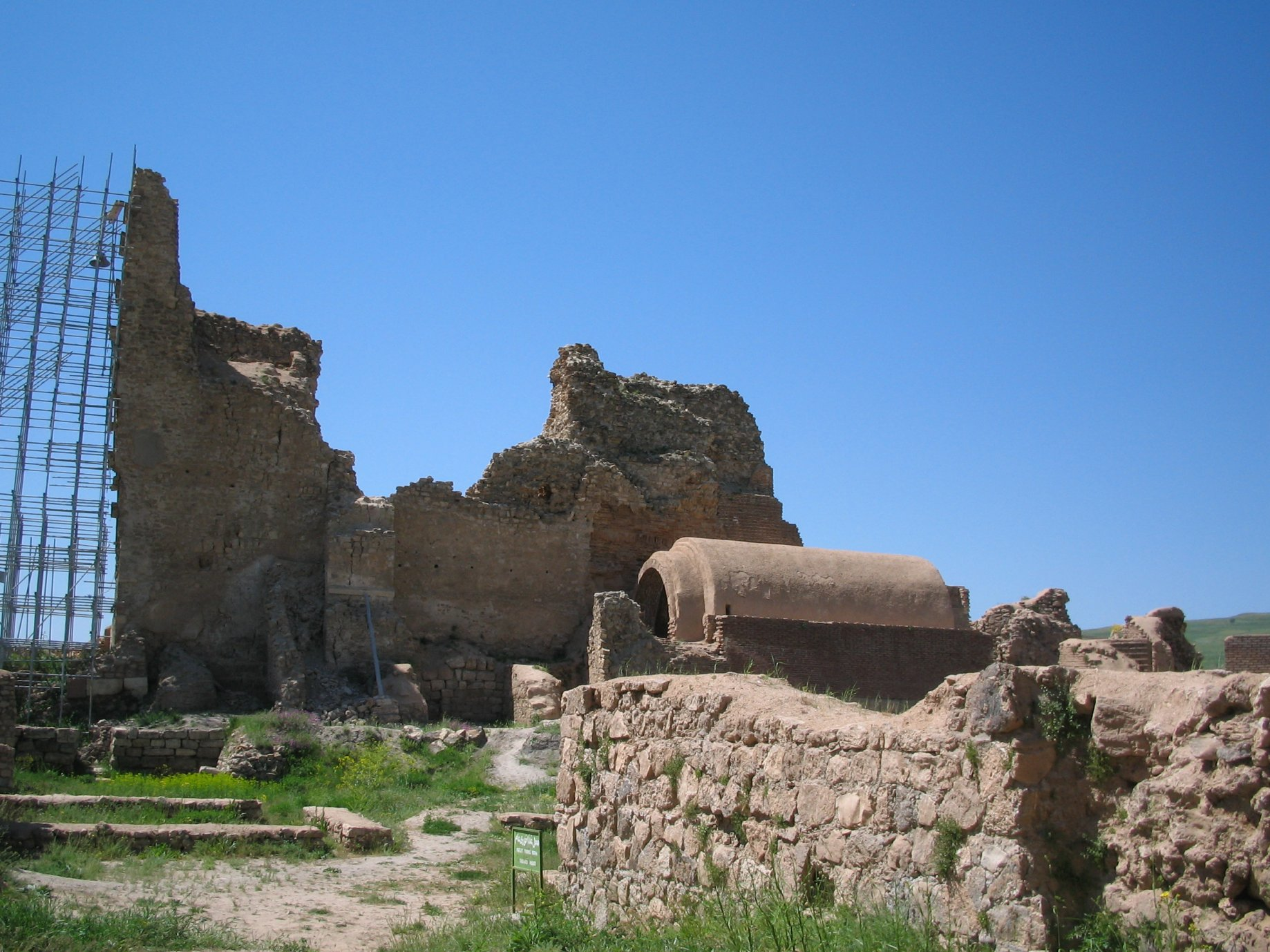
ویرانه‌های آتشکده آذرگشنسب در آذربایجان غربی

در اساطیر ایرانی که در یشت‌های اوستا منعکس شده‌اند نام سه آتش اساطیری وجود دارد. آتش فرنبغ، آتش گشنسب و آتش برزین مهر. در اساطیر آمده که هرسه این آتش‌ها بر پشت گاو اساطیری سریشوک در دورهٔ تهمورث نگهداری می‌شد. شبی بر اثر طوفان این آتش‌ها به دریا می‌ریزند و از آنجا در حال سوختن به مردم روشنایی می‌بخشند. فرنبغ با موبدان، گشنسب با جنگجویان و فرمانروایان و برزین مهر با کشاورزان پیوند داشت. این آتش‌ها جمشید را در رسیدن به تاج و تخت یاری می‌کنند و جمشید نیز فرنبغ را به جای اصلی خود بازمی‌گرداند. همین آتش فرنغ جمشید را در بازپس‌گیری فره خود یاری می‌دهد. آتش برزین مهر تا زمان گشتاسب راهنمای مردم بوده و پس از زرتشت او را در الهامات یاری بخشیده‌است. آتش گشتاسب در شیز آذربایجان هم گفته‌می‌شود و تا زمان خسروپرویز روشن بودهاست.

### آتش آذرگشنسب
آتش آذرگشنسب آتشی اساطیری است که حسب روایت‌های سنتی ساخت آن را به کیخسرو نسبت می‌دهند. این آتش در آتشکده‌ای به همین نام در گنزک یا شیز آذربایجان جای داشته‌است و آتش خاندان شاهنشاهی ساسانی به‌شمار می‌رفته‌است. پژوهشگران بر این باورند که بقایای تخت سلیمان در کنار دریاچه، همان آتشکده آذرگشنسب دوره ساسانی است. شاهان معمولاً نذر و نذوراتی را به آنجا تقدیم می‌کرده‌اند. برای نمونه بهرام گور گوهرهایی که از خاقان ترک و همسرش گرفته بود را به آنجا داد. خسروپرویز هم آمده که نذر کرده بود اگر بر بهرام چوبین فایق آید زیورهای زرین و سیمین به آنجا بفرستد و نقل شده که چنین هم کرد.

### آتش آذرفرنبغ
آتش دیگر آذرفرنبغ بوده‌است که مربوط به موبدان و روحانیان می‌شده و ظاهراً در کاریان لارستان قرار داشته‌است. عنوان شده که این آتش ابتدا در خوارزم بوده و سپس به فارس برده شده‌است. برخی انتقال آن به فارس مربوط به دورهٔ گشتاسب و برخی مربوط به زمان خسرو یکم انوشیروان می‌دانند. آتشکده کاریان در جنوب ایران در سر راه لار به سیراف قرار داشته و امروز نیز بقایای آتشکده‌ای عظیم در آنجا وجود دارد. در کتیبه‌ای که در آن آتشکده وجود دارد، نوشته‌شده که سی هزار دینار برای آنجا هزینه شده‌است.
معنای لغوی این آتشکده در فارسی به معنی «درخشانی ایزدی» بوده و از دو کلمه «آذر» و «فرنبغ» تشکیل شده‌است. همچنین آذرفرنبغ به معنای فره ایزدی نیز می‌باشد. در نهایت گفتنی است که تولیت آن آتشکده با ساسان نیای ساسانیان بوده‌است.

### آتش آذر برزین مهر
آتش آذربرزین مهر از دیگر آتش‌های اساطیری دین زرتشتی می‌باشد که بنظر می‌رسد مکان اصلی آن در استان خراسان رضوی کنونی بوده‌باشد. این آتش مختص برزیگران و کشاورزان و پیشه‌وران بوده و ساخت آن را به گشتاسب نسبت داده‌اند. در برخی منابع مزدیسنی نیز آمده که زرتشت هنگام نزول به بارگاه گشتاسب آذر برزین مهر را در دست خود داشت و همو بود که آن آتشکده را مرمت نمود. خاورشناسان مکان روستاهای داورزن و نیز ریوند را به عنوان مرکز احتمالی این آتشکده یاد کرده‌اند. در دوره اسلامی نیز گزارش‌هایی مبنی بر وجود یک آتشکده عظیم در نیشابور وجود دارد.
در بخشی از شاهنامه فردوسی، ماجرای پیدا شدن زرتشت و پذیرفتن گشتاسپ دین او را به نظم درآمده که گشتاسب پس از پذیرفتن دین زرتشت، موبدان را به سرتاسر گیتی روانه می‌کند و آذر به آتشکده‌ها (گنبدان) می‌نهد و نخستین آنان، آذر برزین‌مهر است که به کِشمر (کاشمر) بنیان گذارد و در جلوی آتشکده، سرو بهشتی را کاشت و آن را نماد پذیرفتن دین بهی قرار داد و موبدان را به سرتاسر جهان فرستاد و فرمان داد همه نامداران و بزرگان به سوی آن پرستشکده روی آورند. مناطق کاشمر و نیشابور در دوران شاهنشاهی اشکانی از نواحی حاصل‌خیز ایران به‌شمار می‌رفته و از آنجا که فرمانروایان اشکانی نسبت به حاکمان پیش از خود؛ یعنی سلوکیان اهمیت به‌مراتب زیادی برای دین مزدیسنا قائل بودند، سرو کشمر و آتشگاه آن را که یادگار زرتشت محسوب می‌شد مورد توجه بالایی قرار دادند. به استناد سنگ‌نبشته پایکولی، در دوران شاهنشاهی ساسانی کشمر جزء محدوده خراسان بزرگ به‌شمار می‌رفته و ساسانیان برای احیای آیین باستانی تلاش زیادی کردند و چون در آن زمان، دیگر از آتشکده کشمر چیزی برجای نمانده بود، شاهان ساسانی به ایجاد آتشکده دیگری دست می‌زنند که همچنان در چند کیلومتر بالاتر از شهر باستانی کشمر در مجموعه قلعه آتشگاه باقی مانده‌است. خرابه‌های این قلعه هم‌اکنون در ۵–۶ کیلومتری شمال غربی شهر کاشمر باقی است و از یادگارهای عصر ساسانی به‌شمار می‌رود.

## آتش‌های آیینی

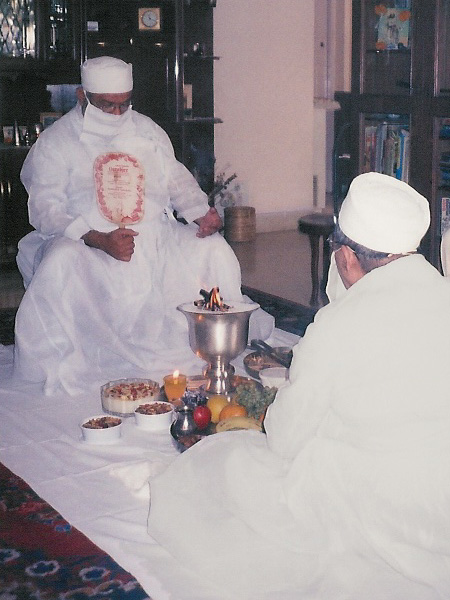
موبدان زردشتی برابر آتش

### آتش وهرام
از والاترین آتش در مراسم آیینی دین زرتشت است. برای تهیه این آتش شانزده آتش از شانزده منبع مختلف مانند آتش‌های خانگی و صنعتی گردآوری می‌شود و طی مراسمی آیینی و طولانی ۱۱۲۸ بار تطهیر و پاکیزه می‌شود. در این مراسم فقط موبدانی می‌توانند شرکت کنند که دشوارترین مراحل طهارت را گذرانده باشند. مراسم حمل آتش بهرام هم متفاوت است و آن را بر روی تختی می‌نشانند و چهار موبد آن را حمل می‌کنند و دعاهای آیینی می‌خوانند. این آتش به دلیل وقت‌گیر و پرهزینه بودن به ندرت برپا می‌شود.

### آتش آدوران
این آتش به‌مراتب از نظر تهیه آسانتر از آتش بهرام است و به همین منظور بیشتر برپا می‌شود. برای تهیه این آتش تنها چهار منبع کافی است اما مراسم حمل آن تقریباً شبیه مراسم مربوط به آتش وهرام است.

### آتش دادگاه
ساده‌ترین نوع آتش است که در حقیقت نوع خانگی آتش مقدس نام دارد که برای گرما بخشیدن به کانون منازل از آن استفاده می‌شود. تطهیر این آتش باید توسط موبد انجام بگیرد اما افراد می‌توانند در خانه به آن خدمت کنند به نحوی که هیزم و بوی خوش بر روی آن قرار بدهند. در منابع پهلوی از آتش دادگاه بگونهٔ آدروگ نام برده‌شده‌است.

## آتش‌های مینوی
در مزدیسنا از آتش‌هایی نام برده‌شده که شکل مجسم ندارند و از آن‌ها به آتش مینوی نیز یاد می‌شود. این‌گونه آتش‌ها به عالم علوی و جهان نامرئی تعلق دارند و تنها فره آنهاست که می‌تواند به این جهان برسد. از این آتش‌ها پنج مورد هستند که نامشان در یسنای هفدهم بند یازدهم آمده‌است.
- آتش برزیسوه که در گروتمان آفریده شده و آتشی است که در برابر اهورامزدا می‌سوزد.
- آتش وهوفریانه آتشی است که در تن و بدن مردمان و جانوران جای دارد و در فرشگرد و زندگی آینده بازی خواهد کرد. آن را همان غریزه دانسته‌اند.
- آتش اوروازیشته آتشی است که در گیاهان یافت می‌شود.
- آتش وازیشته آتشی است که در ابرها یافت می‌شود. به عبارتی آن را آتش ایجادکننده صاعقه نیز می‌گویند.[۱۴]
- آتش سپنیشته آتشی است که مربوط به خانواده هاست و به کانون و روابط اعضای خانواده مربوط می‌شود.

## جشن آذرگان

آتشکده "آتش بهرام در یزد"

جشن آذرگان از مراسم آیینی مزدیسناست که جشن احترام به آتش خوانده می‌شود. در روز نهم ماه نهم یعنی آذر رخ می‌دهد. به گزارش ابوریحان بیرونی مردم در این روز به زیارت آتشکده‌ها می‌رفتند. این جشن مربوط به آتش هنوز برگزار می‌شود.